# Yang Seok-il
Yang Seok-il (kor. 양석일, Hanja 梁 石日, rev. Yang Seok-il, MR Yang Sŏgil, jap. 梁川 正雄, Yanagawa Masao; * 13. August 1936 in Osaka; † 29. Juni 2024) war ein japanischer Schriftsteller koreanischer Herkunft.
Yang gehört zu den koreanischen Einwanderern der zweiten Generation (Zainichi) in Japan. Er wuchs in Ikaino auf, der größten koreanischen Gemeinde in Ōsaka. In seiner Jugend beteiligte er sich an einer Bewegung zur Gleichberechtigung koreanischer Einwanderer in Japan. Er gründete mit Shijon Kim und anderen ein literarisches Magazin. Nach dessen Scheitern arbeitete er zehn Jahre lang als Taxifahrer, bevor er als Schriftsteller mit der Erzählungssammlung Taxi kyōsōkyoku (タクシー狂躁曲) debütierte.
Die Erzählungen, in deren Mittelpunkt ein aus Korea eingewanderter Taxifahrer steht, wurden 1993 von Yōichi Sai unter dem Titel Tsuki wa dotchi ni dete iru (月はどっちに出ている, „Wo der Mond steht“) verfilmt. Ebenfalls autobiographische Hintergründe hat der 1998 erschienene Roman Chi to hone (血と骨, Blood & Bones), der als Hauptwerk Yangs gilt. Er wurde 2004 von Yōichi Sai mit Takeshi Kitano in der Hauptrolle verfilmt. Kinderprostitution und illegalen Organhandel in Südostasien thematisierte Yang in dem Roman Yami no kodomotachi (闇の子供たち). Dieser wurde 2008 unter der Regie von Junji Sakamoto verfilmt.

## Werke (Auswahl)
- Yōichi Sai und Chŏng Ŭi-sin: Tsuki wa dotchi ni dete iru
  - Drehbuch nach der Erzählung Taxi kyōsōkyoku, übersetzt von Carolin Dunkel, Berlin, Mori-Ōgai-Gedenkstätte, 2004